# Apanteles solox
Apanteles solox är en stekelart som beskrevs av Nixon 1965. Apanteles solox ingår i släktet Apanteles och familjen bracksteklar. Inga underarter finns listade i Catalogue of Life.